# Oxyopes mediterraneus
Oxyopes mediterraneus är en spindelart som beskrevs av Levy 1999. Oxyopes mediterraneus ingår i släktet Oxyopes och familjen lospindlar. Inga underarter finns listade i Catalogue of Life.